# Школа преступных подсистем
Школа преступных подсистем (невско-волжская школа криминологии) — представленная группой российских криминологов (Д. А. Шестаков, Г. Н. Горшенков, А. П. Данилов, С. У. Дикаев, П. А. Кабанов, Г. Л. Касторский, В. В. Колесников, С. Ф. Милюков, О. В. Старков, В. С. Харламов, А. В. Чураков и др.) научная криминологическая школа, основу которой составляет семантическое определение преступности (Д. А. Шестаков) как свойства человека, социального института, общества отдельной страны, глобального общества воспроизводить множество опасных деяний, проявляющееся во взаимосвязи множества преступлений и их причин, поддающееся количественной интерпретации и предопределяющее введение уголовно-правовых запретов.
Осмысление преступности основных социальных подсистем общества под углом зрения семантической концепции стало одним из поводов формирования в России, начиная с 70-х годов XX века, отраслей криминологии: семейная криминология (криминофамилистика) — Д. А. Шестаков, Г. Л. Касторский, В. С. Харламов, А. В. Чураков и др., политическая криминология — Д. А. Шестаков, С. У. Дикаев, П. А. Кабанов, криминология СМИ — Г. Н. Горшенков), криминопенология — О. В. Старков, экономическая криминология — В. В. Колесников, криминология закона — Д. А. Шестаков, С. Ф. Милюков.
Формирование школы преступных подсистем тесно связано с деятельностью Санкт-Петербургского международного криминологического клуба и его периодическим изданием — «Криминология: вчера, сегодня, завтра» под редакцией Д. А. Шестакова.